# Proasellus slovenicus
Proasellus slovenicus é uma espécie de crustáceo da família Asellidae.
É endémica da Eslovénia.